# Nikolai Alexejewitsch Karassjow
Nikolai Alexejewitsch Karassjow (russisch Николай Алексеевич Карасёв, engl. Transkription Nikolay Karasyov; * 29. November 1939 in Moskau) ist ein ehemaliger russisch-sowjetischer Kugelstoßer.
Bei den Olympischen Spielen 1964 in Tokio wurde er Sechster.
1965 gewann er Silber bei der Universiade und 1966 bei den Europameisterschaften in Budapest.
Bei den Europäischen Hallenspielen siegte er 1967 in Parg und holte 1968 in Madrid Bronze. 1969 wurde er Achter bei den Europameisterschaften in Athen.
Fünfmal wurde er Sowjetischer Meister (1964–1967, 1969). Seine persönliche Bestleistung von 19,74 m stellte er am 23. Juli 1970 in Leningrad auf.